# فرودگاه شهری فارست سیتی (شرق)
فرودگاه شهری فارست سیتی (شرق) (به انگلیسی: Forest City Municipal Airport) یک فرودگاه همگانی بهره‌برداری هوایی با کد یاتا FXY است که یک باند فرود آسفالت دارد و طول باند آن ۱۷۶۷ متر است. این فرودگاه در کشور ایالات متحده آمریکا قرار دارد و در ارتفاع ۳۷۵ متری از سطح دریا واقع شده است.